# Trichopteryx coartata
Trichopteryx coartata là một loài bướm đêm trong họ Geometridae.